# هابو
شهر هابو (به سوئدی: Habo) در ناحیه شهری هابو در کشور سوئد واقع شده‌است. جمعیت این شهر ۱۴۶۳٫۲۹  نفر است.